# Pedro Zulen
Pedro Salvino Zulen Aymar (en chino: 蘇廷·佩德罗) (Lima, 12 de octubre de 1889 - id. 27 de enero de 1925) fue un filósofo y bibliotecario peruano de ascendencia china, que dedicó gran parte de su corta vida a la lucha por el descentralismo político y la defensa de los derechos indígenas.

## Biografía
Sus padres fueron el inmigrante chino Pedro Francisco Zulen (en chino: 蘇廷贵, Sū Tíngguì) y la limeña (de origen iqueño) Petronila Ierene Aymar. Egresado del colegio dirigido por el notable educador Pedro A. Labarthe, ingresó en 1906 a la Facultad de Ciencias de la Universidad Nacional Mayor de San Marcos, pasando por las especialidades de Ciencias Naturales y de Matemáticas. En 1909 decidió trasladarse a la Facultad de Letras, dedicándose especialmente al estudio de la filosofía. En 1914 se matriculó en la Facultad de Jurisprudencia.
Fue el promotor y uno de los fundadores de la Asociación Pro Indígena en 1909, junto a Dora Mayer y  Joaquín Capelo, ocupando el cargo de secretario general hasta 1915, aunque su renuncia a la institución recién se hizo pública al año siguiente. En 1916 viajó a los Estados Unidos con el fin de seguir estudios de posgrado en filosofía en la Universidad de Harvard, pero su mal estado de salud (sufría de tuberculosis) lo hizo desistir apenas iniciadas las clases. Decidió retornar al Perú y se estableció en la ciudad de Jauja (departamento de Junín) con el objetivos de mejorar su salud. En 1919 postuló a una diputación suplente por la provincia de Jauja, siendo arrestado poco antes de la elección debido a una conspiración política y enviado a la capital del departamento, Cerro de Pasco, acusado de anarquista y de instigar a la rebelión del campesinado.
Culminados sus estudios y graduado de bachiller en Letras ese mismo año, viajó por segunda vez a los Estados Unidos en 1920, con el fin de retomar su antiguo proyecto universitario en Harvard. Además de sus estudios académicos de Filosofía, se dedicó por su cuenta al estudio de lo que luego se conocería como bibliotecología. Regresó al Perú hacia fines de 1923, siendo nombrado catalogador de la Biblioteca de la Universidad de San Marcos al año siguiente y, luego, director interino, dedicándose por completo a la labor de catalogación de sus fondos bibliográficos, la edición del "Boletín Bibliográfico" y la reorganización completa de la institución. En 1924 se graduó de Doctor en Letras y fue nombrado, a pedido de los propios estudiantes, catedrático auxiliar en la Facultad de Letras, dictando el curso de Psicología y Lógica, el cual renovó completamente sobre la base de sus lecturas y experiencia académica en Norteamérica. Tras su muerte, llegó a Lima una comunicación escrita por el filósofo británico Bertrand Russell quien, entre asombrado e intrigado, lo felicitaba por el contenido de su tesis doctoral y le preguntaba si el movimiento filosófico peruano se hallaba al mismo nivel.

## Obras
Zulen publicó en vida solo dos obras, sus tesis universitarias, en tanto que otros dos textos serán editados póstumamente por su madre y por Dora Mayer. Caso aparte son un sin número de artículos periodísticos sobre el indigenismo, descentralismo y la reforma universitaria, de los cuales el propio Zulen intentaría publicar una selección en España hasta en dos oportunidades bajo el título de Gamonalismo y centralismo, aunque sin éxito.
- La filosofía de lo inexpresable. Bosquejo de una interpretación y una crítica de la filosofía de Bergson. Lima: Impreso en los talleres tipográficos de Sanmarti y Cia., 1920. (Fue su tesis de bachillerato)
- Del neohegelianismo al neorealismo: estudio de las corrientes filosóficas en Inglaterra y los Estados Unidos desde la introducción de Hegel hasta la actual reacción neorealista. Lima: Imprenta Lux de E.L. Castro, 1924. (Fue su tesis de Doctorado en Letras)
- Programas de Psicología y Lógica. Lima: Impr. Garcilaso, 1925. (Resumen del curso dictado en la Universidad Nacional Mayor de San Marcos en 1924).
- El olmo incierto de la nevada. Lima: J.E. Chenkey, 1930. (Edición póstuma de sus poemas realizado por Dora Mayer).

## Reconocimientos
- Considerado uno de los pioneros o fundadores de la bibliotecología peruana, desde el año 2002, la Biblioteca Central de la Universidad de San Marcos lleva su nombre.